# حزب القلعة الشعبي الوطني الإندونيسي
حزب القلعة الشعبي الوطني الإندونيسي (بالإندونيسية: Partai Nasional Benteng Kerakyatan Indonesia) كان حزبًا سياسيًا ينشط في إندونيسيا. كان مؤسسه إيروس جاروت غير راضٍ عن الحزب الديمقراطي الإندونيسي حزب النضال، الذي رفض السماح له بالوقوف كرئيسة ضد ميجاواتي سوكارنوبوتري في مؤتمر الحزب في عام 2000. ثم شكل إيروس حزب بونغ كارنو الوطني الذي سمي على اسم أول رئيس إندونيسي سوكارنو. ومع ذلك نظرًا لأن القانون لم يسمح باستخدام الشخصيات الوطنية في أسماء الأحزاب فقد تم تغيير ذلك إلى حزب الثور الوطني.
في الانتخابات التشريعية لعام 2004 حصل الحزب على 1.1٪ من الأصوات الشعبية وحصل على مقعد واحد فقط من أصل 550 مقعدًا في مجلس النواب الشعبي. في انتخابات عام 2009 وقف الحزب كحزب القلعة الشعبي الوطني الإندونيسي، وحصل على 0.45 في المائة من الأصوات، أي أقل من 2.5 في المائة من العتبة الانتخابية، وعلى أثر هذه النتيجة فقد الحزب مقعده الوحيد في مجلس النواب الشعبي. بعد نتائجه السيئة في تصويت عام 2009 انضم الحزب إلى تسعة أحزاب أصغر أخرى لتشكيل حزب الوحدة الوطنية.